# Hans-Dieter Leuenberger
Hans-Dieter Leuenberger (* 9. August 1931 in Thun, Schweiz; † 4. Juni 2007 auf Teneriffa) war ein Schweizer Autor von Esoterik.

## Leben
Leuenberger war nach seinem Theologiestudium als evangelisch-reformierter Pfarrer sowie als Theaterregisseur tätig (in den 70er-Jahren etwa bei der Neuen Volksbühne Bern). Danach ließ er sich zum Psychotherapeuten ausbilden.
Im Zuge der „Esoterikwelle“ lieferte er mit seinen Grundlagenwerken zum Tarot und zur westlichen Esoterik sehr individuelle Beiträge zu deren Verständnis, mit denen er einen größeren Leserkreis ansprechen konnte. Das ist Esoterik, seine Einführung in die esoterische Weltanschauung, erschien 1999 in der achten Auflage und wurde auch auf Tschechisch und Polnisch gedruckt. Seine Gedanken verbreitete er daneben in zahlreichen Vorträgen, Radiosendungen und Zeitschriftenartikeln.
Seine letzten Lebensjahre verbrachte er auf Teneriffa.

## Publikationen
Sein erstes Werk gilt zugleich als Hauptwerk. Es ist im Sommer 2007 im Schirner Verlag, Darmstadt, neu aufgelegt worden.
- Schule des Tarot, 3 Bände, Verlag Hermann Bauer, Freiburg im Breisgau:
  - Das Rad des Lebens. Ein praktischer Weg durch die großen Arkana, 1981; neu 2007, ISBN 978-3-89767-551-3
  - Der Baum des Lebens. Tarot und Kabbala, 1982; neu 2007, ISBN 978-3-89767-552-0
  - Das Spiel des Lebens. Tarot als Weg praktischer Esoterik, 1984; neu 2007, ISBN 978-3-89767-553-7

Die weiteren Werke (alle vergriffen) sind:
- Das ist Esoterik. Eine Einführung in esoterisches Denken und in die esoterische Sprache, Bauer (esotera-Taschenbücherei), Freiburg 1985, ISBN 978-3-7626-0621-5
- Sieben Säulen der Esoterik. Grundwissen für Suchende, Bauer, Freiburg 1989, ISBN 978-3-7626-0373-3
- Engelmächte. Vom praktischen Umgang mit kosmischen Kräften, Bauer, Freiburg 1991, ISBN 978-3-7626-0430-3
- Tarot, kurz und bündig, Bauer, Freiburg 1993, ISBN 978-3-7626-0462-4
  - In der 3. Auflage von 1995 als Tarot, kurz & praktisch, ISBN 978-3-7626-1100-4

- Das magische System des Golden Dawn (als Herausgeber der deutschen Ausgabe), 3 Bände, Bauer, Freiburg, 1996, ISBN 978-3-7626-0507-2

| Personendaten    | Personendaten            |
| ---------------- | ------------------------ |
| NAME             | Leuenberger, Hans-Dieter |
| KURZBESCHREIBUNG | Schweizer Esoteriker     |
| GEBURTSDATUM     | 9. August 1931           |
| GEBURTSORT       | Thun, Schweiz            |
| STERBEDATUM      | 4. Juni 2007             |
| STERBEORT        | Teneriffa                |